# Jens Thiis
Jens Peter Thiis, född den 12 maj 1870 i Kongshavn i Aker (nu Oslo), död den 27 juni 1942 i Oslo, var en norsk konsthistoriker.
Thiis ville först bli målare, men började studera konsthistoria under Lorentz Dietrichson. Därefter studerade han mellan 1892 och 1896 under långa perioder i Tyskland, Italien, Belgien och Frankrike. 1895 blev han konservator vid Nordenfjeldske kunstindustrimuseum i Trondheim, där han upprättade en vävstuga som utförde gobelänger efter bland andra Gerhard Munthe, samt inrättade ett art noveau-rum (William Morris och Henry van de Velde). Efter en ny studieresa i Florens skrev han Leonardo da Vinci I. Florentinertiden (1909 och 1949).
Efter hand kom Thiis att koncentrera sig på nordisk och fransk konst, och sedan han 1908 hade blivit direktör för Nasjonalgalleriet verkade han flitigt för att öka konstintresset, både som skribent och som föreläsare. Han gav ut ett flertal större verk: Norske malere og billedhuggere (3 band, 1904–1907), Fransk aand og kunst (4 band, 1917–1939), Nordisk kunst idag (1923), Edvard Munch og hans samtid (1933), Renoir (1940), och flera artikelsamlingar: Samlede avhandlinger om nordisk kunst (1920), Fra Nilen til Seinen (1936) och Kunst gammel og ny (1937), samt avsnittet Malerkunsten i det 19. og 20. aarhundrede i Norsk kunsthistorie (band 2, 1927).
I Nasjonalgalleriet i Oslo, där han var direktör till 1941, skapade han en representativ Munch-samling och byggde upp den franska samlingen.

## Familj
Thiis var far till Helge Thiis och Ragna Thiis Stang.